# Sopiko Goeramisjvili

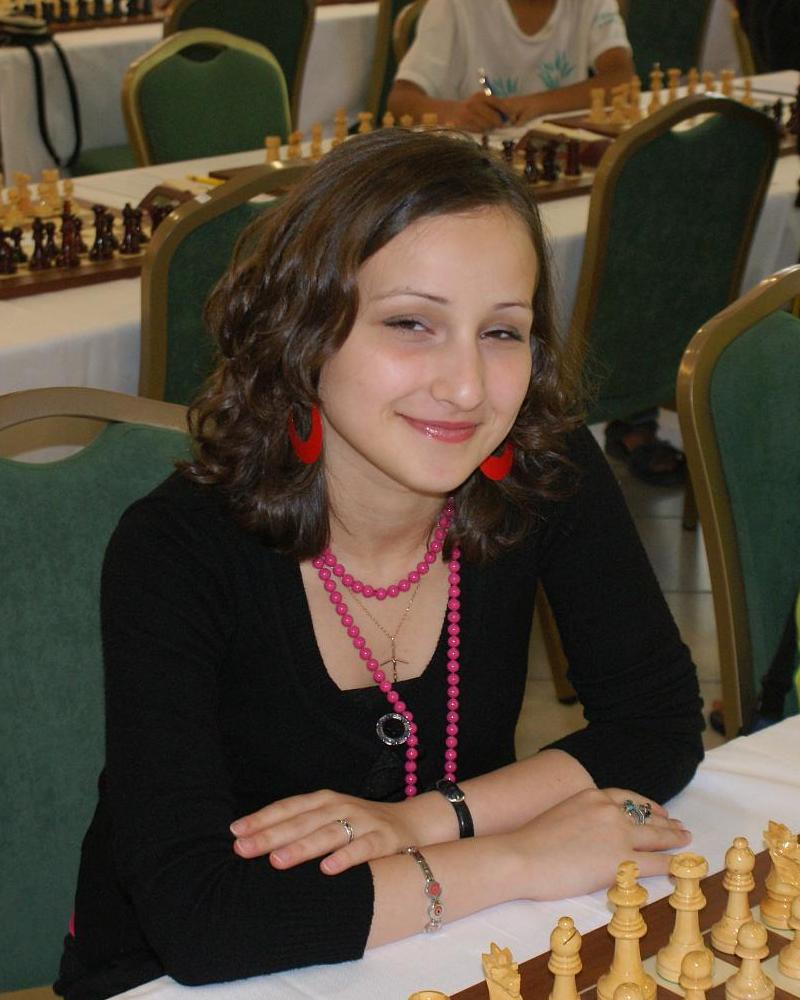
Sopiko Goeramisjvili (2009)

Sopiko Goeramisjvili (Tbilisi, 1 januari 1991) is een Georgisch schaakster met FIDE-rating 2374 in 2017. Ze is grootmeester bij de vrouwen (WGM) en internationaal meester algemeen (IM).

## Schaakcarrière
Goeramisjvili werd in 2003 derde op het Europees kampioenschap onder 12 en tweede op het wereldkampioenschap onder 12 in 2003. In 2004 won Goeramisjvili met 4-2 een match tegen Irine Sukandar ("Enerpac Chess Match") in Jakarta. In 2006 werd ze in Batoemi eerste op het wereldkampioenschap junioren in de categorie meisjes tot 16 jaar. In 2007 werd ze internationaal meester bij de vrouwen (WIM), in 2009 grootmeester bij de vrouwen (WGM) en in 2012 internationaal meester algemeen (IM).
Ze won in 2010 de bronzen medaille bij de vrouwen van het wereldkampioenschap schaken voor universiteiten in Zurich.
In januari 2012 won Goeramisjvili het round-robin-toernooi, onderdeel van het Reggio Emilia-schaaktoernooi.
In oktober 2015 won Goeramisjvili op het Schaakfestival van Hoogeveen een match over zes partijen van de wereldkampioene in de categorie meisjes tot 16 jaar, Anna-Maja Kazarian; de score was 5.5-0.5.

## Schaakverenigingen
In de Duitse bondscompetitie speelt Goeramisjvili voor SK Schwäbisch Hall. Met En Passant Bunschoten-Spakenburg won ze in 2016 de Nederlandse Meesterklasse. In België speelt ze voor L'Echiquier Amaytois, in Spanje voor CE Barberà.

## Persoonlijk
Guramishvilli trouwde in 2015 met de Nederlandse topgrootmeester Anish Giri. In oktober 2016 kreeg het echtpaar een zoon.

## Externe koppelingen
- (en)   Informatie over schaakpartijen van Sopiko Goeramisjvili op ChessGames.com
- (en)   Informatie over schaakpartijen van Sopiko Goeramisjvili op 365chess.com
- (en)  FIDE-ratinggegevens voor Sopiko Goeramisjvili